# Peniophora versicolor
Peniophora versicolor är en svampart som först beskrevs av Giacopo Bresàdola, och fick sitt nu gällande namn av Sacc. & P. Syd. 1902. Peniophora versicolor ingår i släktet Peniophora och familjen Peniophoraceae.   Inga underarter finns listade i Catalogue of Life.